# Acacia dolichostachya
Acacia dolichostachya é uma espécie de legume da família das Fabaceae.
Pode ser encontrada nos seguintes países:  Guatemala e México.
Está ameaçada por perda de habitat.